# Pyramide inversée de la mobilité
Pour les articles homonymes, voir Pyramide inversée.

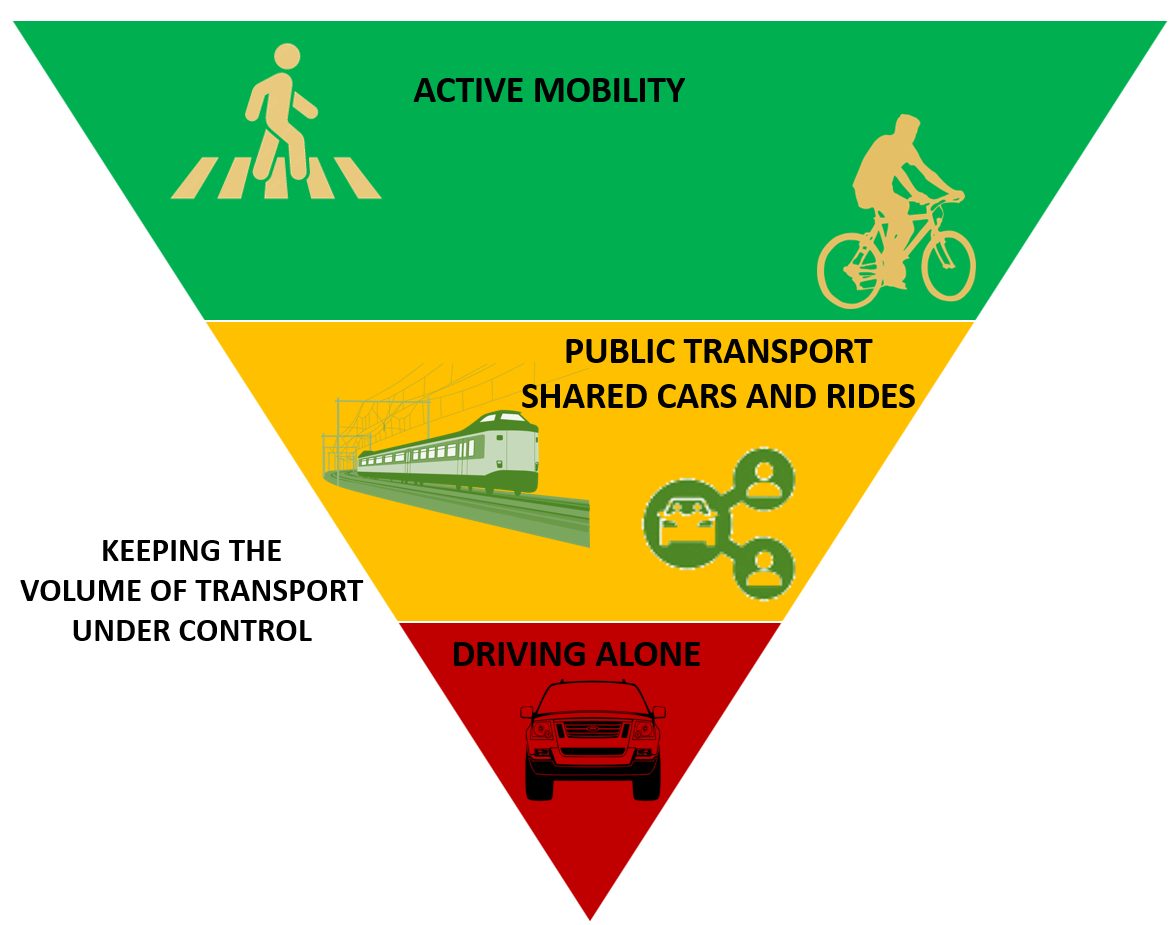
Pyramide inversée de la mobilité, proposée par le projet européen Share North,.

Apparue en Belgique néerlandophone, la pyramide inversée de la mobilité  (en anglais : Mobility pyramid mais aussi Reverse traffic pyramid, Street user hierarchy, Sustainable transport hierarchy, Urban transport hierarchy, Road user hierarchy ou encore Green transport hierarchy) est un concept utilisé par les groupes de transition des transports dans le monde entier et dans l'élaboration des politiques de transport.
Elle repose à la fois sur un socle sociologique, en soulignant la nécessaire inversion des imaginaires, et sur un socle scientifique, celui de la tautologie de l'écologie des transports.
Les mobilités actives (piétons, cyclistes) sont mises en exergue, suivies des transports en commun et de la voiture partagée (autopartage et covoiturage). Pour le chercheur en transports Aurélien Bigo, la voiture est devenue le « couteau suisse de la mobilité », au détriment de l'intermodalité. L'autosolisme ne vient qu'à la toute fin.